# Терегулов, Рал Гиниатуллович
Рал Гиниатуллович Терегулов (28 февраля 1922, д. Верхние Каргалы — 1998, Уфа) —  патофизиолог, доктор медицинских наук (1969), профессор (1970). Почётный академик АН РБ (1995), заслуженный деятель науки БАССР (1989).

## Биография
Терегулов Рал Гиниатуллович родился 28 февраля 1922 года в деревне Верхние Каргалы Белебеевского уезда Уфимской губернии (ныне Благоварский район Республики Башкортостан).
Его отец, Гениатулла Нигматуллович Терегулов (1891—1984), профессор, доктор медицинских наук, заслуженный деятель науки БАССР, заслуженный врач РСФСР, кавалер орденов Ленина, Трудового Красного Знамени, Знака Почета, автор монографий «Тёплая гора Янган-Тау» (1939), «Курорты Башкирии» (1961, 1967), внёс большой вклад в изучение гипертонической болезни. Он был одним из организаторов Башкирского медицинского института, заместителем директора вуза.
В 1948 году Рал Гениатуллович окончил Башкирский медицинский институт (БМИ).
После окончания института, аспирантуры и защиты кандидатской диссертации (1952) на тему «Влияние паров башкирского бензина на фагоцитарную активность лейкоцитов крови» Терегулов работал на кафедре патофизиологии института ассистентом.
С 1956 по 1960 год работал в г. Барнауле на организованной им кафедре патофизиологии Алтайского медицинского института, зав. кафедрой.
С 1960 года, возвратившись в Уфу, работал доцентом кафедры патофизиологии БГМИ.
В 1969 году Р. Терегулов защитил докторскую диссертацию на тему «Механизмы танатогенеза в различные возрастные периоды» и с 1971 по 1987 годы работал зав. кафедрой патофизиологии БГМИ, с 1987 по 1996 гг. он являлся профессором этой кафедры.
Почётный академик АН РБ (1995), он состоял в Отделении медицинских наук АН РБ.
Научные труды Терегулова посвящены проблемам реактивности организма, иммунитета; процессам угасания жизни в различные возрастные периоды и возможностям их реанимации. Он участник научных работ по проблеме союзного значения «Вахта», совместно с Уфимским НИИ вакцин и сывороток им. И.И.Мечникова и производственным объединением «Башнефть».
Р. Терегулов долгие годы работал членом Центрального правления Всесоюзного и Сибирского общества патофизиологов, членом правления Всесоюзного медико-технического общества.

## Труды
Р. Терегулов — автор более 120 научных работ, имеет 8 авторских свидетельств на изобретения и рацпредложения.
Р. Терегулов «Патофизиология Урала». Уфа, 1985 (соавт.).

## Награды
- Почётная грамота Президиума Верховного Совета БАССР;
- почётный диплом ВНМТО.